# サイガ
サイガ (Saiga tatarica) は、ウシ科サイガ属に分類される偶蹄類。本種のみでサイガ属を構成する。別名：オオハナレイヨウ、オオハナカモシカ。近危急種のサイガまたはロシアサイガ（S. t. tatarica）と絶滅危惧種のモンゴルサイガ（S. t. mongolica）が中央アジアを中心に分布している。

## 分類
亜種モンゴルサイガを独立種とする説もある。
- Saiga tatarica tatarica（Linnaeus, 1766)　サイガ（ロシアサイガ）Saiga
- Saiga tatarica mongolica Bannikov, 1946　モンゴルサイガ Mongolian saiga

## 分布
現生種は中央アジアの草原地帯を中心に分布しているが、同属の更新世や前期完新世における分布は現代よりも広く、ブリテン諸島を含むヨーロッパからカムチャッカ半島や日本列島や北米大陸北部にも達しており、ヨーロッパでは後期更新世時代の洞窟壁画にもサイガが描かれている。
- S. t. mongolica　モンゴルサイガ
  - モンゴル南西部[1][6][2][7][a 2]
- S. t. tatarica　サイガ（ロシアサイガ）
  - ウズベキスタン、カザフスタン、ロシア南部[1][7][5][a 2]

## 形態

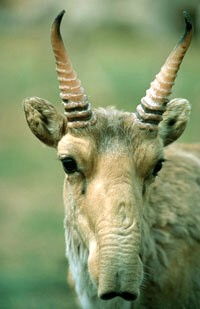
S. t.tatarica の雄の頭部。特徴的な鼻面を持つ。

体長オス123-170センチメートル、メス108-125センチメートル。。尾長オス8-13センチメートル、メス6-10センチメートル。肩高オス60-80センチメートル、メス57-73センチメートル。体重オス26-69キログラム、メス20-41キログラム。頭部は大型。尾は短い。頸部背面の体毛は伸長し、鬣状になる。全身の毛衣は褐色。
耳介は小型で短い。眼窩が突出する。涙骨には窪みがある。鼻腔内に呼気を温め湿らせる器官（鼻腔嚢）が発達し、鼻面は長く隆起する。また鼻孔が下方に開口する。吻端の体毛で被われない板状の皮膚（鼻鏡）は小型で三角形。四肢はやや短く、細い。側蹄は小型。眼下部（眼下腺）、後肢内側基部（鼠蹊腺）、蹄の間（蹄間腺）などに臭腺がある。
出産直後の幼獣は体重3.5キログラム。幼獣の下顎小臼歯は6本。
オスのみ先端がアルファベットの「S」字状に湾曲する、半透明の黄色い角がある。角長は20-26センチメートルであり、角の前部には節がある。また、オスは繁殖期に鼻面が発達する。乳頭の数は4個。
亜種間の形態的な違いとして、モンゴルサイガでは成獣の下顎小臼歯が6本で角前部の節が明瞭なのに対し、サイガ（ロシアサイガ）の場合は成獣の下顎小臼歯が4本で角前部の節が不明瞭である。

## 生態

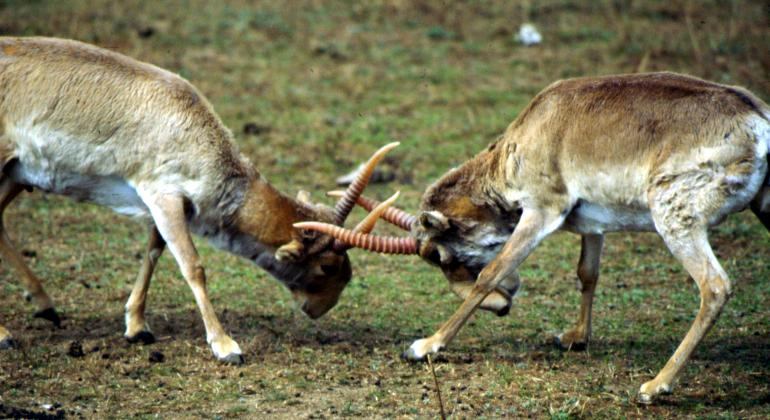
雄同士の闘争（S. t.tatarica）。

特徴的な形状の鼻腔嚢には季節ごとに呼吸を補助するための異なった機能が存在し、夏季には大群での移動などで発生する埃などへのフィルターとして、冬季には空気を温めて湿らせる効果がある。また、鼻孔から発する唸り声はコミュニケーションや繁殖行動にも使われており、パートナーの選択、雄による求愛のアピール、雄によるライバルへの牽制などの用途を持つ。雄同士で発生による勝敗が付けられなくなると、角を使った闘争行動に移行する。なお、古代ローマ時代にはストラボンがサイガの特徴的な鼻孔の用途を水を飲むために使われると考えていた。また、眼下部の体毛が伸長し、繁殖期になると眼下腺からの分泌液により強い匂いを発する。
主に寒帯のステップや疎林などに生息する。1-3頭のオスと数十頭のメスからなる群れを形成するが、季節的な移動を行う個体群では数千頭の大規模な群れを形成することもある。時速80キロメートルで走行することができ、1日で80-120キロメートルの距離を移動することもあり、春季と秋季の大移動（渡り）は数百キロメートルにもなる。また、走行の際に鼻を地面に近づけるという特徴がある。
食性は植物食で、草（主にイネ科）や木の葉を食べる。
繁殖形態は胎生。オスは繁殖期に縄張りを形成し、5-15頭、または最大で50頭のメスとハーレムを形成する。妊娠期間は139-152日程度であり、3-5月に1回に1-3頭（60%が双子）の幼獣を出産する。オスは生後19-20か月、メスは12か月未満で性成熟する。寿命は10-12年。

## 人間との関係

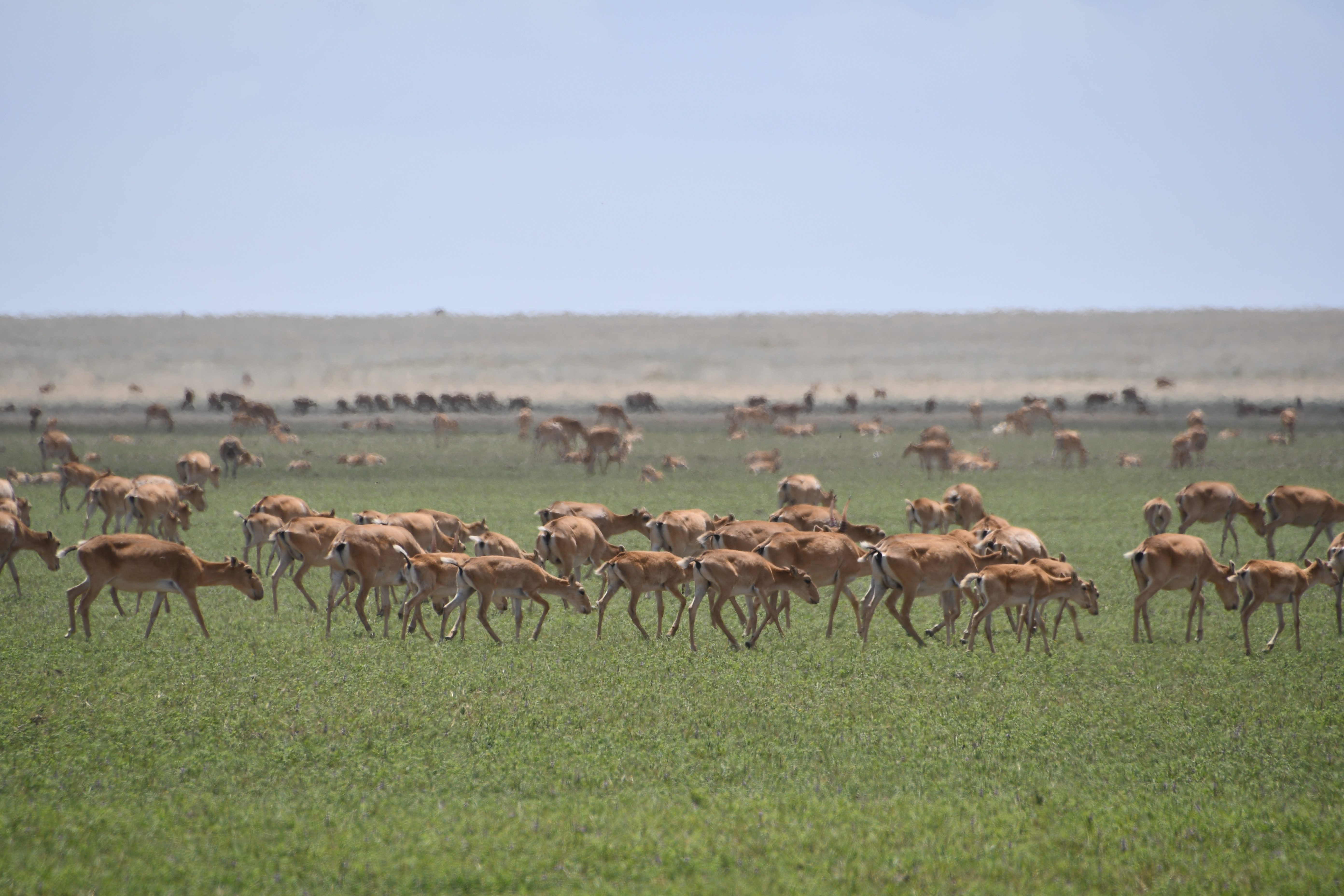
カザフスタンの保護区の S. t.tatarica の群れ。

人間の活動による悪影響が最大の脅威であり、開発による生息地の破壊と狩猟が主要な問題である。肉や毛皮や目的とするだけでなく、角が薬用や悪霊への対策としての漢方薬になると信じられたために乱獲や密猟を引き起こす原因の一つになり、とくに雄の個体数の激減につながった。旧ソビエト連邦では狩猟が禁止され、管理された一部の個体のみ狩猟が許可されたが、それでも1957年から1962年の5年間では、最大で年間15万頭が「合法的」という名目で乱獲された。連邦の崩壊とそれに伴う国境の開放の後は法的な規制が行き届かなくなったために密輸の対象にもなり、とくに雄の密猟が急増した。
S. t. tatarica は保護されてきたにも関わらず、1970年代中盤の125万頭から2015年時点の約5万頭にまで生息数が著しく減少しており、2002年に絶滅危惧種に指定され、2020年代で最大の個体数を持つカザフスタンでも2003年の段階で国内の総個体数が2万1千頭になっていた。S. t. tatarica の個体数は、旧ソビエト連邦での1923年における推定で約千頭、1958年における生息数は推定20万頭であり、対照的に S. t. mongolica の個体数は大幅に少なく、1994年における生息数は300頭と推定されていた。このような個体数の激減によって、 S. t. tatarica は2010年代には国際自然保護連合による評価でも近絶滅種という状態に陥っていた。しかし、その後に禁猟や警備員なども導入した密輸の防止と摘発などの保護活動の効果によって個体数が急速に回復を見せており、2024年の時点でカザフスタンの個体群は約410万頭に増加したことによって近危急種に指定されており、間もなく500万頭を超える見通しであるとされている。現在の個体の大半はカザフスタン産であり、より少数がウズベキスタンとロシアに生息している。カザフスタンによるアルティン・ダラ自然保護イニシアチブは2024年11月にはアースショット賞を受賞しており、カザフスタン政府は国土の30％に充る面積をサイガなどの保護区に指定する意向を示している。また、2025年には同国の第2代大統領のカシムジョマルト・トカエフが中国での再導入のために1,500頭を寄贈すると発表し、習近平中国共産党総書記も謝辞を述べた。これは中国による「パンダ外交」をモデルとした「タズィ外交」に準ずる政策であるとされている。
この他にも、S. t. tatarica においては伝染病による大量死なども発生していて保護上の懸念要素の一つとなっている。2010年に4度のパンデミックを経ており、2015年には3週間で全個体数の半分以上である20万頭以上もの個体が失われた。この原因として、気候変動によって従来の繁殖時期の気温が上昇したことによる細菌感染のリスクが高まったことが指摘されており、同様の脅威はこれらの大量死の後も以前として存続しており、病気の予防が保護活動におけるモニタリングの焦点となっている。S. t. mongolica に関してはこのような大量死は確認されていないが、個体数の少なさも相まって伝染病の発生は深刻な問題として認識されている。
このように感染症のリスクに弱いサイガであるが、出生率が高く妊娠した雌の約6割が双子を儲けるという繁殖速度の速さから、個体数の減少に耐えてからの早期の回復が可能だとされている。また、保護活動や一般的な保護への意識の向上も後押しになって、生息環境の改善も見られている。一方で、個体数の増加による農業との軋轢が懸念されており、2024年に発令された駆除の禁止に対する疑問の声も見られる。

## 関連画像

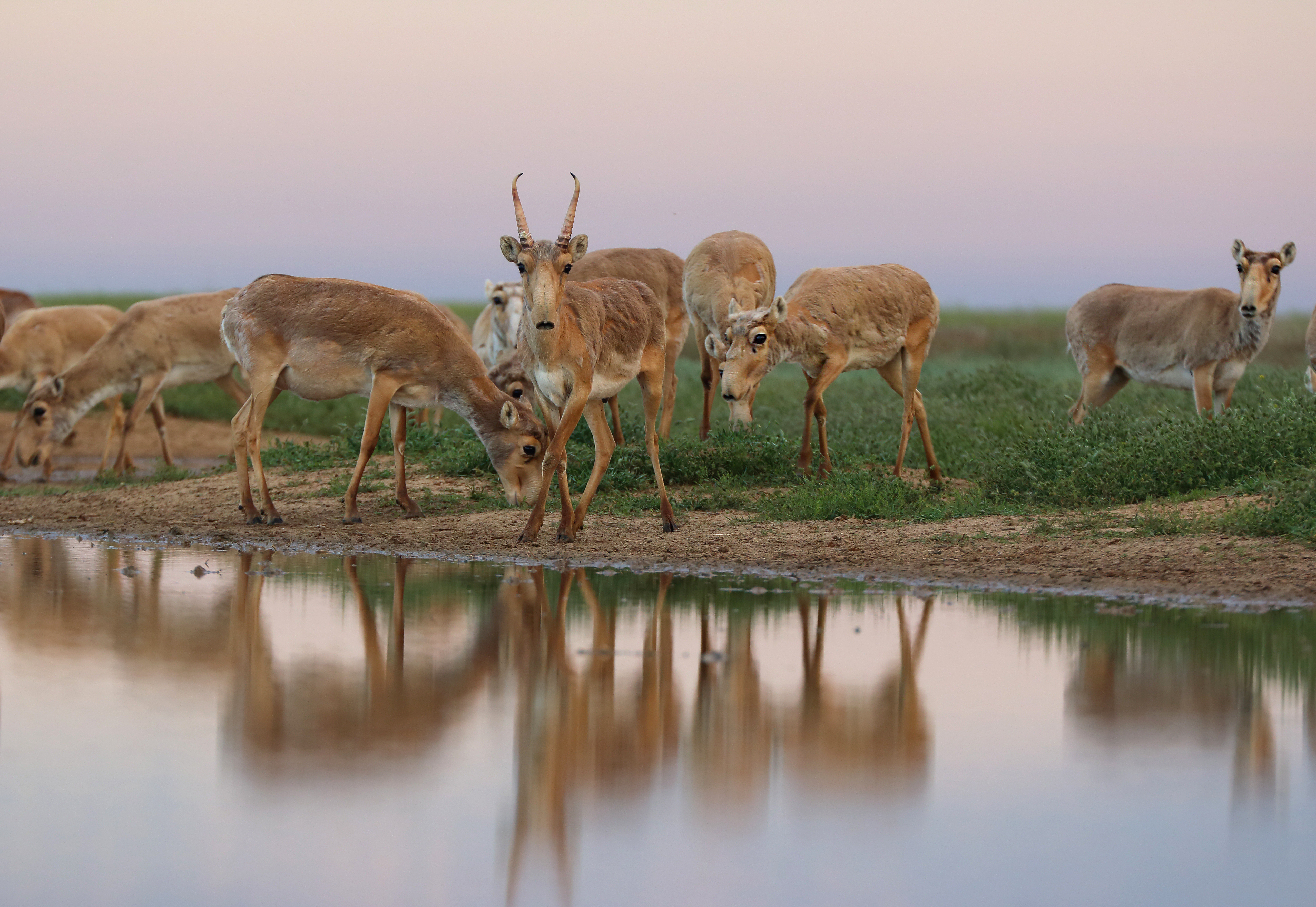
S. t. tatarica の雄と雌の比較。ロシアのステプノーイ自然保護区（英語版）にて。
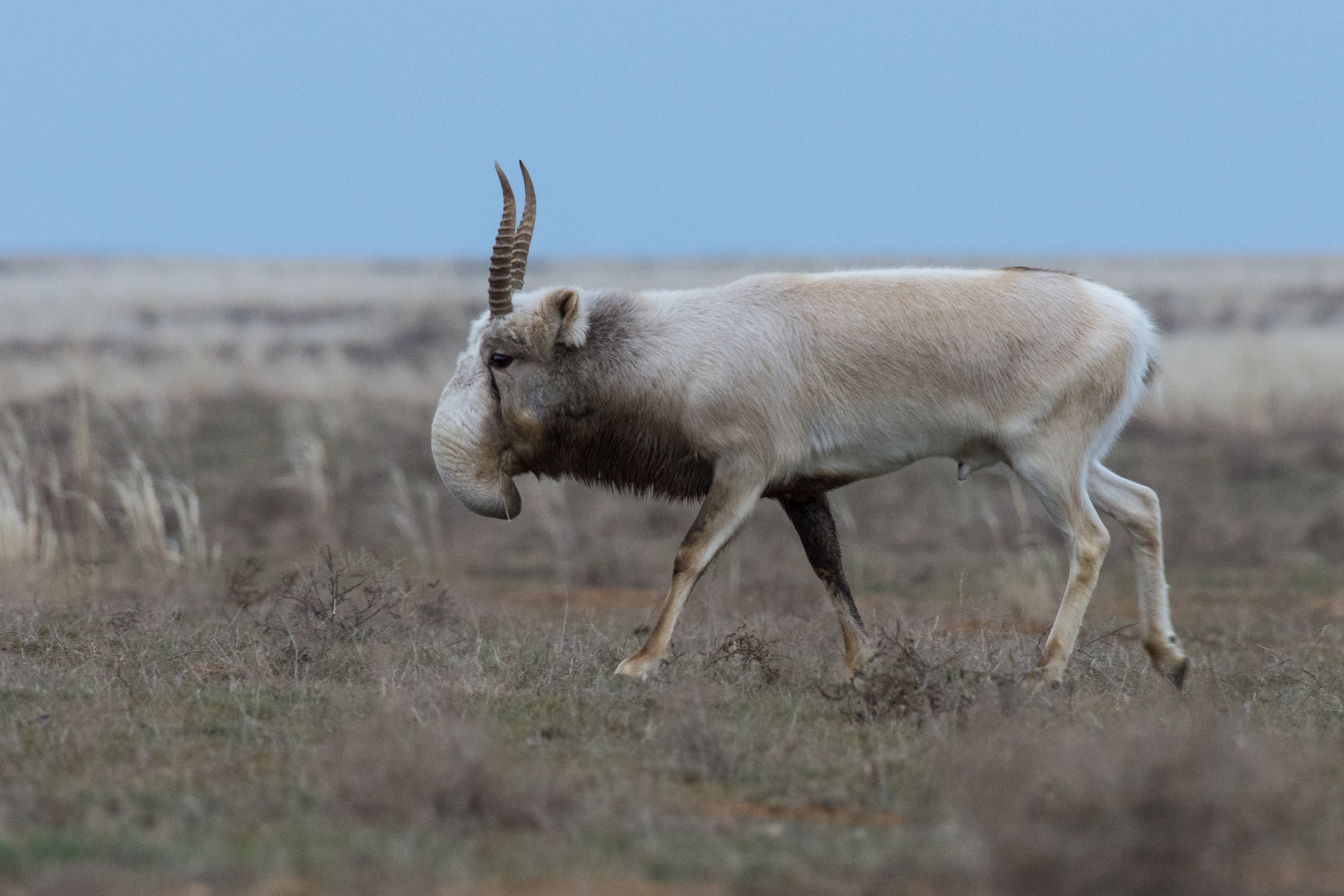
雄の S. t. tatarica の膨らんだ鼻腔嚢。
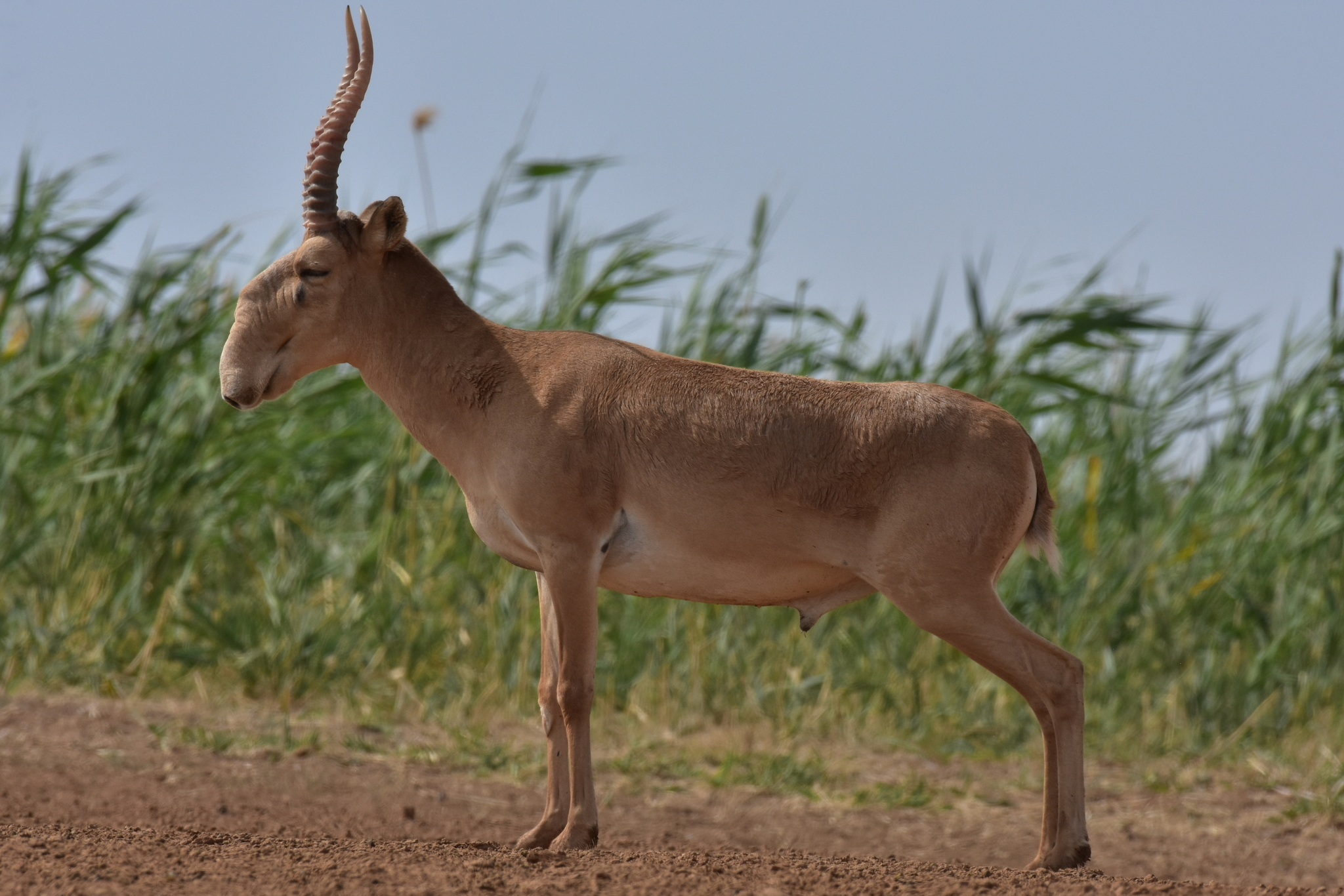
S. t. tatarica（ロシア）
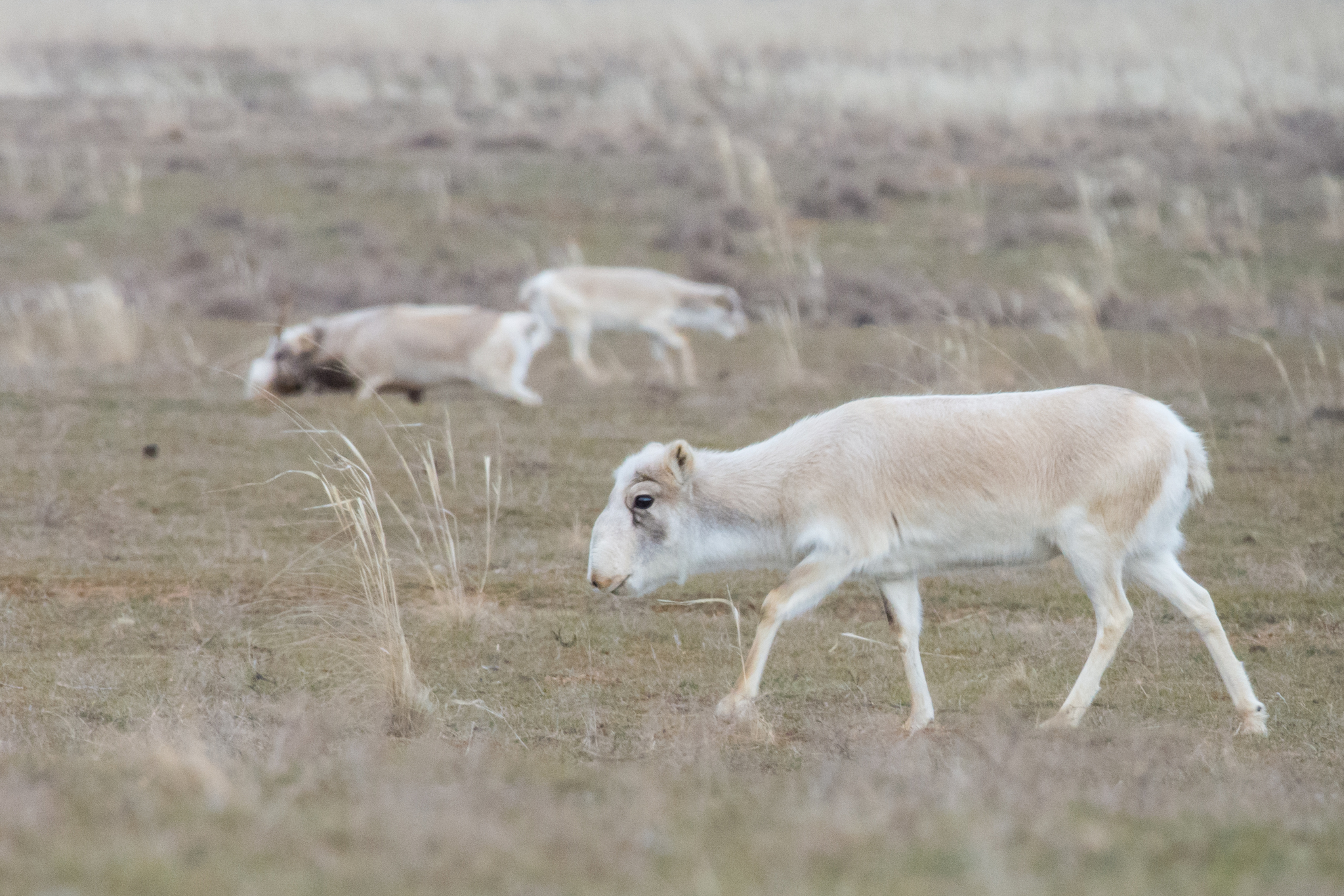
S. t.tatarica の幼獣。